# Ołena Komarowa
Ołena Komarowa (azer. Yelena Komarova; ur. 13 lipca 1985) – ukraińska i od 2008 roku azerska zapaśniczka walcząca w stylu wolnym. Olimpijka z Pekinu 2008, gdzie zajęła piętnaste miejsce w kategorii 55 kg.
Dziesiąta na mistrzostwach świata w 2005. Ósma na mistrzostwach Europy w 2004 i 2005. Szósta w Pucharze Świata w 2005 i siódma w 2006. Trzecia na ME juniorów w 2004 roku.